# Contextualitat quàntica
La contextualitat quàntica és una característica de la fenomenologia de la mecànica quàntica per la qual les mesures dels observables quàntics no es poden considerar simplement com revelant valors preexistents. Qualsevol intent de fer-ho en una teoria realista de variables ocultes condueix a valors que depenen de l'elecció dels altres observables (compatibles) que es mesuren simultàniament (el context de mesura). Més formalment, el resultat de la mesura (suposat preexistent) d'un observable quàntic depèn de quins altres observables de desplaçament es troben dins del mateix conjunt de mesura.
El teorema de Bell–Kochen–Specker va demostrar per primera vegada que la contextualitat era una característica de la fenomenologia quàntica. L'estudi de la contextualitat s'ha convertit en un tema important d'interès en els fonaments quàntics, ja que el fenomen cristal·litza certs aspectes no clàssics i contraintuïtius de la teoria quàntica. S'han desenvolupat una sèrie de potents marcs matemàtics per estudiar i entendre millor la contextualitat, des de la perspectiva de la teoria de la faixa, teoria de grafs, hipergrafs, topologia algebraica, i acoblaments probabilistes.
La no localitat, en el sentit del teorema de Bell, es pot veure com un cas especial del fenomen més general de la contextualitat, en què els contextos de mesura contenen mesures que es distribueixen en regions separades com l'espai. Això es desprèn del teorema de Fine.
La contextualitat quàntica s'ha identificat com una font d'acceleració computacional quàntica i avantatge quàntic en la computació quàntica. La investigació contemporània s'ha centrat cada cop més a explorar la seva utilitat com a recurs computacional.
Recentment, s'ha investigat la contextualitat quàntica com a font d'avantatge quàntic i acceleracions computacionals en la informàtica quàntica.
La destil·lació d'estats màgics és un esquema per a la informàtica quàntica en què els circuits quàntics construïts només amb operadors Clifford, que per si mateixos són tolerants a errors però simulables de manera clàssica de manera eficient, s'injecten amb certs estats "màgics" que promouen la potència computacional del quàntic universal tolerant a fallades. informàtica. El 2014, Mark Howard, et al. va demostrar que la contextualitat caracteritza els estats màgics per a qubits de dimensió prima estranya i per a qubits amb funcions d'ona reals. Les extensions del cas qubit han estat investigades per Juani Bermejo-Vega et al. Aquesta línia d'investigació es basa en treballs anteriors d'Ernesto Galvão, que van demostrar que la negativitat de la funció de Wigner és necessària perquè un estat sigui "màgic"; més tard va sorgir que la negativitat i la contextualitat de Wigner són en cert sentit nocions equivalents de no-classicitat.